# Demlapura, Tirthahalli
Demlapura là một làng thuộc tehsil Tirthahalli, huyện Shimoga, bang Karnataka, Ấn Độ.